# Publius Claudius Pulcher
Publius Claudius Pulcher (? – Kr. e. 246 előtt) római politikus, a patricius Claudiusok nemzetségének tagja, Appius Claudius Caecus fia volt.
Az első pun háború során, Kr. e. 249-ben consullá választották, ő pedig flottát küldött Lilybaeumba, hogy megerősítse az ott állomásozó római csapatokat. Az augurok intése ellenére a pun flottára is rátámadt, ám a drepanumi csata során teljes vereséget szenvedett, haderejének java része elpusztult. Ekkor visszahívták, hogy dictatort nevezzen ki, ő azonban egy libertinus fiát, bizonyos Marcus Claudius Gliciát jelölte, amit természetesen nem fogadott el a senatus. A háború során hazaárulással vádolták meg; Cicero és Polübiosz szerint megbüntették, Valerius Maximus viszont úgy tudja, hogy egy vihar megakadályozta a gyűlést, így csak egy másodszori vádemelés során bírságolhatták meg. Kr. e. 246-ban már nem élt, valószínűleg öngyilkosságot követett el.
Három testvéréről tudunk, Appius Crassus Rufus Kr. e. 268-ban, Caius Cento pedig Kr. e. 240-ben viselt consuli méltóságot. Utóbbi Kr. e. 217-ben interrex, Kr. e. 213-ban dictator is volt. Tiberius Neróról nevén kívül nem tudunk semmit. Publius fia, Appius Claudius Pulcher Kr. e. 212-ben volt consul.